# Ergebnisse der Kommunalwahlen in Zweibrücken
- PARTEI: 1
- Grüne: 4
- SPD: 9
- FWG: 4
- FDP: 2
- CDU: 12
- AfD: 8

In den folgenden Listen werden die Ergebnisse der Kommunalwahlen in Zweibrücken aufgelistet. Es werden im ersten Teil die Ergebnisse der Stadtratswahlen ab 1999 angegeben. Im zweiten Teil stehen die Ergebnisse der Ortsbeiratswahlen 2014.
Es werden nur diejenigen Parteien und Wählergruppen aufgelistet, die bei wenigstens einer Wahl mindestens zwei Prozent der gültigen Stimmen erhalten haben. Bei mehrmaligem Überschreiten dieser Grenze werden auch Ergebnisse ab einem Prozent aufgeführt. Das Feld der Partei, die bei der jeweiligen Wahl die meisten Stimmen bzw. Sitze erhalten hat, ist farblich gekennzeichnet.

## Parteien
- AfD: Alternative für Deutschland
- B’90/Grüne: Bündnis 90/Die Grünen → Grüne
- CDU: Christlich Demokratische Union Deutschlands
- FDP: Freie Demokratische Partei
- Grüne: B’90/Grüne
- Grüne Liste: Verein Grüne und Ökologisch-Demokratische Liste Zweibrücken e.V.; gemeinsame Liste von Bündnis 90/Die Grünen und der ÖDP 2004 und 2009
- Linke: Die Linke
- SPD: Sozialdemokratische Partei Deutschlands

## Wählergruppen
- FWG: Freie Wählergemeinschaft
- WGB: Wählergemeinschaft Blinn
- WGW: Wählergruppe Weber
- WGS: Wählergruppe Schneider
- WGN: Wählergruppe Nizard

## Abkürzungen
- k.A.: keine Angabe
- Wbt.: Wahlbeteiligung

## Stadtratswahlen
Stimmenanteile der Parteien in Prozent
| Jahr | Wbt. | SPD  | CDU  | Grüne | FWG  | AfD  | FDP  | Linke | PARTEI | WGS | Grüne Liste | WGW |
| ---- | ---- | ---- | ---- | ----- | ---- | ---- | ---- | ----- | ------ | --- | ----------- | --- |
| 1999 | 58,3 | 44,9 | 37,7 | 5,8   | 6,1  | –    | 5,4  | –     | –      | –   | –           | –   |
| 2004 | 44,9 | 32,3 | 33,2 | –     | 18,3 | –    | 7,1  | –     | –      | –   | 6,7         | 2,5 |
| 2009 | 43,4 | 36,2 | 26,9 | –     | 10,4 | –    | 12,5 | 5,5   | –      | –   | 8,5         | –   |
| 2014 | 42,7 | 34,7 | 29,4 | 11,4  | 6,7  | 5,1  | 6,0  | 6,7   | –      | –   | –           | –   |
| 2019 | 50,2 | 27,6 | 27,4 | 12,7  | 9,7  | 9,1  | 5,6  | 3,5   | 2,5    | 1,8 | –           | –   |
| 2024 | 57,3 | 24,0 | 29,6 | 9,9   | 10,1 | 19,9 | 3,9  | –     | 2,5    | –   | –           | –   |

Sitzverteilung
| Jahr | Gesamt | SPD | CDU | Grüne | FWG | AfD | FDP | Linke | PARTEI | WGS | Grüne Liste |
| ---- | ------ | --- | --- | ----- | --- | --- | --- | ----- | ------ | --- | ----------- |
| 1999 | 40     | 18  | 16  | 1     | 3   | –   | 2   | –     | –      | –   | –           |
| 2004 | 40     | 13  | 14  | –     | 7   | –   | 3   | –     | –      | –   | 3           |
| 2009 | 40     | 15  | 11  | –     | 4   | –   | 5   | 2     | –      | –   | 3           |
| 2014 | 40     | 14  | 12  | 4     | 3   | 2   | 2   | 3     | –      | –   | –           |
| 2019 | 40     | 11  | 11  | 5     | 4   | 4   | 2   | 1     | 1      | 1   | –           |
| 2024 | 40     | 9   | 12  | 4     | 4   | 8   | 2   | –     | 1      | –   | –           |

## Ortsbeiratswahlen

### Mittelbach
Stimmenanteile der Parteien in Prozent
| Jahr | Wbt. | FWG  | SPD  | CDU  | FDP | Grüne Liste |
| ---- | ---- | ---- | ---- | ---- | --- | ----------- |
| 1999 | k.A. | 44,5 | 36,9 | 15,2 | –   | –           |
| 2004 | 61,3 | 57,8 | 28,0 | 14,1 | –   | –           |
| 2009 | 59,0 | 50,7 | 15,9 | 26,6 | –   | 6,8         |
| 2014 | 57,8 | 53,8 | 32,0 | 14,2 | –   | –           |
| 2019 | 62,4 | 48,0 | 31,1 | 15,2 | 5,8 | –           |
| 2024 | 71,0 | 58,5 | 20,5 | 13,6 | 7,5 | –           |

Sitzverteilung
| Jahr | Gesamt | FWG | SPD | CDU | FDP | Grüne Liste |
| ---- | ------ | --- | --- | --- | --- | ----------- |
| 1999 | 15     | 7   | 6   | 2   | –   | –           |
| 2004 | 15     | 9   | 4   | 2   | –   | –           |
| 2009 | 15     | 8   | 4   | 2   | –   | 1           |
| 2014 | 15     | 8   | 5   | 2   | –   | –           |
| 2019 | 15     | 7   | 5   | 2   | 1   | –           |
| 2024 | 15     | 9   | 3   | 2   | 1   | –           |

### Mörsbach
Stimmenanteile der Parteien in Prozent
| Jahr | Wbt. | Grüne | SPD  | WG Nizard | CDU  | FDP | WG Blinn | Grüne Liste | Sonstige |
| ---- | ---- | ----- | ---- | --------- | ---- | --- | -------- | ----------- | -------- |
| 1999 | k.A. | –     | 47,3 | –         | 15,2 | 3,7 | 26,1     | –           | 7,6      |
| 2004 | 59,3 | –     | 38,4 | –         | 23,2 | 7,1 | 15,3     | 16,0        | –        |
| 2009 | 61,4 | –     | 38,3 | –         | 14,5 | 5,9 | 19,5     | 21,8        | –        |
| 2014 | 59,2 | 48,4  | 29,8 | –         | 17,2 | 4,7 | –        | –           | –        |
| 2019 | 63,5 | 38,8  | 26,5 | 14,8      | 14,5 | 5,4 | –        | –           | –        |
| 2024 | 71,2 | 24,8  | 20,8 | 29,5      | 17,1 | 7,8 | –        | –           | –        |

Sitzverteilung
| Jahr | Gesamt | Grüne | SPD | WG Nizard | CDU | FDP | WG Blinn | Grüne Liste | Sonstige |
| ---- | ------ | ----- | --- | --------- | --- | --- | -------- | ----------- | -------- |
| 1999 | 11     | –     | 5   | –         | 2   | –   | 3        | –           | 1        |
| 2004 | 11     | –     | 4   | –         | 2   | 1   | 2        | 2           | –        |
| 2009 | 11     | –     | 4   | –         | 2   | 1   | 2        | 2           | –        |
| 2014 | 11     | 5     | 3   | –         | 2   | 1   | –        | –           | –        |
| 2019 | 11     | 4     | 3   | 2         | 1   | 1   | –        | –           | –        |
| 2024 | 11     | 3     | 2   | 3         | 2   | 1   | –        | –           | –        |

### Oberauerbach
Stimmenanteile der Parteien in Prozent
| Jahr | Wbt. | SPD  | CDU  | Grüne | Grüne Liste |
| ---- | ---- | ---- | ---- | ----- | ----------- |
| 1999 | k.A. | 66,5 | 26,7 | –     | 6,8         |
| 2004 | 58,2 | 51,3 | 34,3 | –     | 14,4        |
| 2009 | 61,1 | 47,5 | 41,6 | –     | 10,8        |
| 2014 | 56,5 | 43,9 | 43,5 | 12,5  | –           |
| 2019 | 59,0 | 45,1 | 39,4 | 15,5  | –           |
| 2024 | 67,0 | 43,6 | 56,4 | –     | –           |

Sitzverteilung
| Jahr | Gesamt | SPD | CDU | Grüne | Grüne Liste |
| ---- | ------ | --- | --- | ----- | ----------- |
| 1999 | 15     | 10  | 4   | –     | 1           |
| 2004 | 15     | 8   | 5   | –     | 2           |
| 2009 | 15     | 7   | 6   | –     | 2           |
| 2014 | 15     | 7   | 6   | 2     | –           |
| 2019 | 11     | 5   | 4   | 2     | –           |
| 2024 | 11     | 5   | 6   | –     | –           |

### Rimschweiler
Stimmenanteile der Parteien in Prozent
| Jahr | Wbt. | SPD  | CDU  | FWG  |
| ---- | ---- | ---- | ---- | ---- |
| 1999 | k.A. | 64,7 | 28,7 | 6,6  |
| 2004 | 55,7 | 57,9 | 28,7 | 13,4 |
| 2009 | 59,6 | 62,8 | 31,4 | 5,8  |
| 2014 | 51,9 | 64,6 | 27,3 | 8,1  |
| 2019 | 58,4 | 59,8 | 23,4 | 16,8 |
| 2024 | 63,7 | 53,8 | 23,2 | 23,0 |

Sitzverteilung
| Jahr | Gesamt | SPD | CDU | FWG |
| ---- | ------ | --- | --- | --- |
| 1999 | 15     | 10  | 4   | 1   |
| 2004 | 15     | 9   | 4   | 2   |
| 2009 | 15     | 9   | 5   | 1   |
| 2014 | 15     | 10  | 4   | 1   |
| 2019 | 15     | 9   | 3   | 3   |
| 2024 | 15     | 8   | 4   | 3   |

### Wattweiler
Stimmenanteile der Parteien in Prozent
| Jahr | Wbt. | FWG  | SPD  | CDU  | FDP |
| ---- | ---- | ---- | ---- | ---- | --- |
| 1999 | k.A. | 17,8 | 50,5 | 30,0 | 1,7 |
| 2004 | 71,8 | 38,5 | 33,1 | 26,0 | 2,4 |
| 2009 | 63,1 | 38,9 | 27,9 | 33,2 | –   |
| 2014 | 60,5 | 35,7 | 33,4 | 30,8 | –   |
| 2019 | 68,3 | 57,7 | 24,9 | 17,4 | –   |
| 2024 | 70,4 | 65,6 | 19,9 | 14,6 | –   |

Sitzverteilung
| Jahr | Gesamt | FWG | SPD | CDU |
| ---- | ------ | --- | --- | --- |
| 1999 | 11     | 2   | 6   | 3   |
| 2004 | 11     | 4   | 4   | 3   |
| 2009 | 11     | 4   | 3   | 4   |
| 2014 | 11     | 4   | 4   | 3   |
| 2019 | 11     | 6   | 3   | 2   |
| 2024 | 11     | 7   | 2   | 2   |